# Апий Аний Требоний Гал
Вижте пояснителната страница за други личности с името Апий Аний Требоний Гал.
Апий Аний Требоний Гал (на латински: Appius Annius Trebonius Gallus) е сенатор и военачалник на Римската империя през края на 1 и началото на 2 век.

## Биография
Произлиза от фамилията Ании от клон Ании Регили и е роднина на Марк Аний Вер, дядо на император Марк Аврелий и приятел на император Адриан. Син е на Апий Аний Гал (суфектконсул 67 г.) и на Требония.
Требоний Гал става легат на император Отон. През 69 г. е изпратен с Квинт Петилий Цериалис в Долна Германия да потуши въстанието на батавите на Гай Юлий Цивилис. През 108 г. Требоний Гал е редовен консул заедно с Марк Атилий Метилий Брадуа.

## Фамилия
Требоний Гал се жени за неизвестна благородничка. Те имат син:
- Апий Аний Требоний Гал (суфектконсул 139 и 140 г.), женен за Атилия Кавцидия Тертула, дъщеря на колегата му Марк Атилий Метилий Брадуа и Кавцидия Тертула.